# Ледьярд (Айова)
Ледьярд (англ. Ledyard) — місто (англ. city) в США, в окрузі Кошут штату Айова. Населення — 121 особа (2020).

## Географія
Ледьярд розташований за координатами 43°25′14″ пн. ш. 94°9′31″ зх. д. / 43.42056° пн. ш. 94.15861° зх. д. (43.420597, -94.158589).  За даними Бюро перепису населення США в 2010 році місто мало площу 0,86 км², уся площа — суходіл.

## Демографія
Згідно з переписом 2010 року, у місті мешкало 130 осіб у 65 домогосподарствах у складі 39 родин. Густота населення становила 152 особи/км².  Було 82 помешкання (96/км²).
Расовий склад населення:
| - 99,2 % — білих |

До двох чи більше рас належало 0,0 %. Частка іспаномовних становила 0,8 % від усіх жителів.
За віковим діапазоном населення розподілялося таким чином: 17,7 % — особи молодші 18 років, 45,4 % — особи у віці 18—64 років, 36,9 % — особи у віці 65 років та старші. Медіана віку мешканця становила 56,2 року. На 100 осіб жіночої статі у місті припадало 83,1 чоловіків;  на 100 жінок у віці від 18 років та старших — 91,1 чоловіків також старших 18 років.
Середній дохід на одне домашнє господарство  становив 62 306 доларів США (медіана — 34 167), а середній дохід на одну сім'ю — 85 324 долари (медіана — 45 500). За межею бідності перебувало 7,7 % осіб, у тому числі 29,4 % дітей у віці до 18 років та 3,4 % осіб у віці 65 років та старших.
Цивільне працевлаштоване населення становило 58 осіб. Основні галузі зайнятості: освіта, охорона здоров'я та соціальна допомога — 37,9 %, сільське господарство, лісництво, риболовля — 15,5 %, роздрібна торгівля — 13,8 %.